# HK Liepājas Metalurgs
HK Liepājas Metalurgs byl
hokejový klub z lotyšského města Liepāja, který hrál Lotyšskou hokejovou ligu, ale i Běloruskou hokejovou ligu. Klub byl založen roku 1998. Jejich domovským stadionem byl zimní stadion v Liepájském olympijském centru s kapacitou 1143 míst k sezení a 1140 míst ke stání. V sezóně 2012/2013 klub zanikl kvůli finančním problémům, ale jeho nástupnickým týmem je HK Liepāja.